# Castle of Magic
Castle of Magic (укр. Замок Магії) — гра-платформер, розроблена й опублікована Gameloft. Випущена в 2008-2009 рр. Вона вийшла на платформах Java, iOS, Nintendo DSi. Проходження гри займає близько трьох годин. Підходить як новачкам, так і любителям жанру. Також володар премії IGN Game Awards 2008: «Найкраща Платформна Гра, бездротовий девайс». Конкурент Super Mario і Sonic.

## Особливості
- Гра-платформер, яка доступна для новачків і повна сюрпризів для любителів жанру.
- Неперевершена тривалість для самої захопливої гри: більше 3 годин ігрового часу!
- Величезна кількість заклинань: трансформація у різних персонажів для завершення завдань.
- Рівні з інтерактивними поверхнями, на яких можна літати, ковзати, плавати, ходити по стелі тощо.
- 5 гарних чарівних країн для дослідження і купа бонусів для збору!
- Бій з 6 босами.

## Історія створення

### 2008 Mobile Game
«Castle of Magic» почалася як мобільна гра, створена в вересні 2008 року. Вона підняла якість платформерів на мобільний, як ніколи раніше, особливо з її інноваційного матеріалу «Simulator». Це відтворювало на те, як різні матеріали реагували на рухи неймовірним чином, який дав кожному з гри середовищі неповторні відчуття. «Відмінний платформер, який поглинає всі знакові старі трюки, стає сучасної класичної собі в процесі. Майже так само добре, як він отримує.» Pocket Gamer, 9/10.

### 2009 iPhone Game
Після довгої критики розробники вирішили створити версію iPhone, яка буде запущена в червні 2009 року. Все середовища були відтворені в чудовій 3D-графіку і контроль був заснований на дотик і використання акселерометра.

### 2009 DSi Game
У листопаді розробники планують запустити адаптацію ігри для Nintendo DSi системи, яка спеціально розроблена для гри-платформера. Вони знали, що для того, щоб довести гру до нового чарівного саміту додаткових функцій, включили ніколи раніше небачене використання Nintendo DSi Camera.

## Сюжет

### Опис
Дія відбувається на пляжі. Герої цієї гри — хлопчик і дівчинка, знудившись від зламаної відеоігри, вирішили знайти собі нове заняття. І вони знайшли скриню. Але вони не очікували, що скриня сам по собі відкриється: він виявився чарівним. Після цього наші герої потрапляють в чарівний світ. Там злий чарівник викрадає його подругу, а сам хлопчик стає магом. Чарівник пропонує йому пройтися по всіх світах, щоб потім у результаті перемогти його самого. Коли він зник разом з дівчинкою, хлопчик ув'язався за ним слідом.

### Проходження
І починається проходження, де потрібно пройти 5 світів. У кожному світі — 4 рівня. Перший світ — Зелений лабіринт, другий — Корабель піратів, третій — Країна кексів, четвертий — Крижаний світ і останній — Космос. Також в них присутні потайні двері, де можна збирати бонуси. Вразливі місця босів неважко побачити кожному. Наприклад, листяного боса можна перемогти, стрибнувши або вдаривши по ньому в той момент, коли він втомиться. У деяких світах сильно діють закони фізики. Приміром, у світі льоду хлопчик буде ковзати. Перемогти самого чарівника складніше всього: від перемоги над ним відокремлюють додаткові рівні в центрі замку. Але їх пройти не складе особливих труднощів, якщо освоєні навички в минулих рівнях.

### Графіка
Графіка в версії Java оригінальна, яскрава, трохи простувата. У версії iOS 2D-графіка, виконана 3D-ефектами. У Nintendo DSi версії графіка змодельовані в 3D.

## Огляди
- Castle of Magic Review — IGN [Архівовано 24 вересня 2015 у Wayback Machine.]
- E3: A Look at Gameloft's 'Castle of Magic' Side Scrolling Platformer | Touch Arcade [Архівовано 27 травня 2015 у Wayback Machine.]
- Castle of Magic Review | Slide To Play [Архівовано 9 вересня 2014 у Wayback Machine.]

## Castle of Magic 2
- Розробники планували випустити продовження гри як версії iOS, так і для Nintendo DSi. Обіцяли, що вона з'явиться в App Store в січні 2010 року, як тільки вони її доопрацюють. Але, на жаль, у них нічого не вийшло. І її реліз закінчився провалом.